# Епископ рашко-призренски Михаило
Епископ Михаило (световно име Милан Шиљак; Поблаће, 1873 — 25. августа 1928) био је епископ Рашко-Призренски.

## Биографија
Рођен је 1873. године у Поблаћу, а 1894. свршио је богословију у Рељеву (код Сарајева) и постао учитељ у Босни и Херцеговини.
Али жудња за школом ускоро га је одвела у Русију, где је 1899 године завршио Духовну академију у Казању.
По повратку из Русије он постаје наставник богословије у Призрену и од тада почиње његов интензиван и запажен просветно-патриотски рад, патриотски рад, који се обављао у разним местима наше отаџбине и трајао је пуних 25 година.
Рукоположен је у чин ђакона 26. августа, а у чин презвитера 29. августа 1905.
Затим професор Гимназије у Београду, Шапцу и Ваљеву, а кад је 1912 године ослобођена Јужна Србија, са највећим одушевљењем понудио је своје услуге и буде постављен 1913 године за професора у Велес. Од тога доба он је неуморно радио у Јужној Србији — прво као професор, а од 1918 године одмах по ослобођењу у чину архимандрита, као администратор скопске епархије.
17. новембра 1920 изабран за епископа Рашко-Призренског. Посвећен 30. новембра 1920.
Умро је 25. августа 1928. Сахрањен је у старој призренској цркви Светога великомученика Георгија.